# Liste der denkmalgeschützten Objekte in Hora Svatého Václava
Grundlage dieser Liste der denkmalgeschützten Objekte in Hora Svatého Václava ist die ÚSKP-Liste (Ústřední seznam kulturních památek České republiky, deutsch Zentrale Liste der Kulturdenkmäler der Tschechischen Republik), die von der tschechischen Denkmalschutzbehörde NPÚ (Národní památkový ústav, deutsch Nationale Denkmalbehörde) seit 1987 geführt wird und an die seit dem Jahr 1850 geschaffenen Listen anschließt.

## Denkmalgeschützte Objekte nach Ortsteilen

### Hora Svatého Václava
| Lage                                                      | Objekt        | Beschreibung | ÚSKP-Nr.                  | Bild           |
| --------------------------------------------------------- | ------------- | ------------ | ------------------------- | -------------- |
| Hora Svatého Václava 1, nordöstlicher Ortsrand (Standort) | Wenzelskirche |              | 30625/4-2074 Info Katalog | weitere Bilder |